# Râul Brod
Râul Brod este un afluent al râului Hatnuța în județul Suceava.  

## Hărți
- Harta județului Suceava